# ФК Партизан сезона 2012/13.
ФК Партизан сезона 2012/13. обухвата све резултате и остале информације везане за наступ Партизана у сезони 2012/13.
У овој сезони ФК Партизан је сакупио 27 победа, 7 пута је било нерешено и 10 пораза.

## Играчи

### Састав
Од 20. фебруара 2013.
| Бр. |                    | Позиција | Играч               |
| --- | ------------------ | -------- | ------------------- |
| 1   | Србија             | Г        | Живко Живковић      |
| 2   | Србија             | О        | Александар Миљковић |
| 3   | Црна Гора          | О        | Владимир Волков     |
| 6   | Србија             | О        | Војислав Станковић  |
| 7   | Србија             | С        | Предраг Лука        |
| 8   | Србија             | С        | Горан Ловре         |
| 9   | Србија             | Н        | Немања Којић        |
| 10  | Бразил             | С        | Елиомар Силва       |
| 11  | Србија             | С        | Никола Нинковић     |
| 14  | Србија             | С        | Дарко Брашанац      |
| 15  | Бугарска           | О        | Иван Иванов         |
| 18  | Северна Македонија | О        | Александар Лазевски |
| 19  | Србија             | О        | Бранко Пауљевић     |
| 20  | Србија             | С        | Дејан Бабић         |
| 21  | Србија             | С        | Саша Марковић       |

| Бр. |                    | Позиција | Играч               |
| --- | ------------------ | -------- | ------------------- |
| 22  | Србија             | С        | Саша Илић           |
| 23  | Србија             | О        | Томислав Пајовић    |
| 24  | Србија             | О        | Марко Живковић      |
| 30  | Србија             | Г        | Никола Петровић     |
| 37  | Северна Македонија | О        | Стефан Ашковски     |
| 39  | Србија             | С        | Милош Јојић         |
| 40  | Србија             | О        | Милош Остојић       |
| 44  | Србија             | Н        | Марко Шћеповић      |
| 45  | Србија             | Н        | Александар Митровић |
| 50  | Србија             | Н        | Лазар Марковић      |
| 77  | Србија             | С        | Филип Кнежевић      |
| 88  | Србија             | Г        | Владимир Стојковић  |
| 99  | Србија             | С        | Милан Смиљанић      |
| -   | Црна Гора          | О        | Жарко Томашевић     |

## Трансфери

### Дошли
| Датум               | Позиција        | Име и презиме       | Претходни клуб  | Извор  |
| ------------------- | --------------- | ------------------- | --------------- | ------ |
| 23. мај 2012.       | Десни бек       | Бранко Пауљевић     | Хајдук Кула     | [ 1 ]  |
| 7. јун 2012.        | Нападач         | Стефан Шћеповић     | Хапоел Ако      | [ 2 ]  |
| 9. јун 2012.        | Централни везни | Горан Ловре         | Барнсли         | [ 3 ]  |
| 11. јун 2012.       | Нападач         | Мухамед Забија      | Ал-Араби Кувајт | [ 4 ]  |
| 15. јун 2012.       | Крило           | Филип Кнежевић      | Борац Чачак     | [ 5 ]  |
| 27. јун 2012.       | Крило           | Филип Марковић      | Телеоптик       | [ 6 ]  |
| 27. јун 2012.       | Леви бек        | Стефан Ашковски     | Телеоптик       | [ 6 ]  |
| 27. јун 2012.       | Нападач         | Александар Митровић | Телеоптик       | [ 6 ]  |
| 28. август 2012.    | Штопер          | Сретен Сретеновић   | Олимпија        | [ 7 ]  |
| 14. септембар 2012. | Штопер          | Жарко Томашевић     | Национал        | [ 8 ]  |
| 17. јануар 2013.    | Офанзивни везни | Елиомар             | Јавор Ивањица   | [ 9 ]  |
| 1. фебруар 2013.    | Крило           | Предраг Лука        | Рад             | [ 10 ] |
| 1. фебруар 2013.    | Нападач         | Немања Којић        | Рад             | [ 10 ] |
| 7. фебруар 2013.    | Штопер          | Томислав Пајовић    | Шериф           | [ 11 ] |

### Отишли
| Датум            | Позиција         | Име и презиме       | Одлази у          | Извор  |
| ---------------- | ---------------- | ------------------- | ----------------- | ------ |
| 25. мај 2012.    | Нападач          | Ламин Дијара        | Анталијаспор      | [ 12 ] |
| 28. мај 2012.    | Штопер           | Немања Рнић         |                   |        |
| 12. јун 2012.    | Дефанзивни везни | Александар Давидов  | Бнеи Сахнин       | [ 13 ] |
| 21. јун 2012.    | Крило            | Никола Трујић       | Јавор Ивањица     | [ 14 ] |
| 10. август 2012. | Голман           | Живко Живковић      | Телеоптик         |        |
| 10. август 2012. | Штопер           | Стефан Савић        | Телеоптик         |        |
| 14. август 2012. | Штопер           | Андресон Маркеш     |                   | [ 15 ] |
| 20. август 2012. | Крило            | Давид Манга         | Хапоел Рамат Ган  | [ 16 ] |
| 26. август 2012. | Централни везни  | Стефан Бабовић      | Реал Сарагоса     | [ 17 ] |
| 31. август 2012. | Десни бек        | Никола Аксентијевић | Витесе            | [ 18 ] |
| 3. јануар 2013.  | Крило            | Немања Томић        | Генчлербирлиги    | [ 19 ] |
| 5. јануар 2013.  | Штопер           | Сретен Сретеновић   | Бусан             | [ 20 ] |
| 9. јануар 2013.  | Голман           | Радиша Илић         | Завршио каријеру  | [ 21 ] |
| 16. јануар 2013. | Полушпиц         | Едуардо Пашеко      | Сао Каетано       | [ 22 ] |
| 26. јануар 2013. | Нападач          | Стефан Шћеповић     | Ашдод             | [ 23 ] |
| 31. јануар 2013. | Дефанзивни везни | Медо                | Болтон вондерерси | [ 24 ] |

## Резултати

### Табела
|      | М | Клуб          | Одиг. | Поб. | Нер. | Пор. | ГД | ГП | ГР  | Бод. |
| ---- | - | ------------- | ----- | ---- | ---- | ---- | -- | -- | --- | ---- |
|      | 1 | Партизан      | 30    | 23   | 4    | 3    | 71 | 16 | +55 | 73   |
| КвЛЕ | 2 | Црвена звезда | 30    | 20   | 2    | 8    | 55 | 35 | +20 | 62   |
| КвЛЕ | 3 | Војводина     | 30    | 17   | 10   | 3    | 40 | 20 | +20 | 61   |
| КвЛЕ | 4 | Јагодина      | 30    | 15   | 5    | 10   | 35 | 26 | +9  | 50   |

Легенда:
| Датум               | Место              | Гледалаца | Противник         | Резултат   | Стрелци за Партизан                                                                                            | Такмичење                      |
| 17. јул 2012.       | Паола, Малта       | 1.436     | Валета            | 4:1        | Томић (6.) Иванов (33.) С. Шћеповић (42.) Остојић (71.)                                                        | Квалификације за Лигу шампиона |
| 24. јул 2012.       | Београд, Србија    | 8.754     | Валета            | 3:1        | Томић (10, 67.) Митровић (73.)                                                                                 | Квалификације за Лигу шампиона |
| 31. јул 2012.       | Ларнака, Кипар     | 6.940     | АЕЛ               | 0:1        | | Квалификације за Лигу шампиона |
| 8. август 2012.     | Београд, Србија    | 17.257    | АЕЛ               | 0:1        | | Квалификације за Лигу шампиона |
| 11. август 2012.    | Београд, Србија    | 2.000     | БСК Борча         | 7:0        | Иванов (25.) Илић (47.) Забија (48.) Нинковић (66.) С. Шћеповић (74.) Л. Марковић (84.) Стојковић (90+1. пен.) | Суперлига                      |
| 18. август 2012.    | Нови Сад, Србија   | -         | Доњи Срем         | 1:2        | С. Марковић (78.)                                                                                              | Суперлига                      |
| 23. август 2012.    | Тромсе, Норвешка   | 3.386     | Тромсе            | 2:3        | С. Марковић (43.) Митровић (84.)                                                                               | Квалификације за лигу Европе   |
| 26. август 2012.    | Београд, Србија    | 2.000     | Јагодина          | 1:0        | Митровић (41.)                                                                                                 | Суперлига                      |
| 30. август 2012.    | Београд, Србија    | 14.725    | Тромсе            | 1:0 (г. г) | Иванов (75.)                                                                                                   | Квалификације за лигу Европе   |
| 3. септембар 2012.  | Београд, Србија    | 2.000     | ОФК Београд       | 3:1        | Л. Марковић (50.) С. Шћеповић (71, 81.)                                                                        | Суперлига                      |
| 15. септембар 2012. | Београд, Србија    | 3.578     | Хајдук Кула       | 5:2        | Ковачевић (33.) (а.г.) Томић (37.) Јојић (47.) Митровић (55.) С. Шћеповић (59.)                                | Суперлига                      |
| 20. септембар 2012. | Београд, Србија    | 18.000    | Нефчи Баку        | 0:0        | | Лига Европе                    |
| 23. септембар 2012. | Београд, Србија    | 3.273     | Слобода Ужице     | 5:0        | Л. Марковић (20.) Нинковић (38.) М. Шћеповић (68, 90.) Иванов (77.)                                            | Суперлига                      |
| 26. септембар 2012. | Београд, Србија    | 2.536     | Пролетер Нови Сад | 4:1        | Митровић (3, 39.) Брашанац (6.) Ашковски (28.)                                                                 | Куп Србије                     |
| 29. септембар 2012. | Нови Сад, Србија   | 6.500     | Војводина         | 3:0        | Остојић (4.) Илић (62.) С. Марковић (84.)                                                                      | Суперлига                      |
| 4. октобар 2012.    | Казањ, Русија      | 10.443    | Рубин Казањ       | 0:2        | | Лига Европе                    |
| 7. октобар 2012.    | Београд, Србија    | 3.000     | Јавор Ивањица     | 2:1        | М. Шћеповић (6.) Митровић (76.)                                                                                | Суперлига                      |
| 20. октобар 2012.   | Београд, Србија    | 1.500     | Рад               | 1:0        | Иванов (10.)                                                                                                   | Суперлига                      |
| 25. октобар 2012.   | Милано, Италија    | 18.626    | Интер             | 0:1        | | Лига Европе                    |
| 28. октобар 2012.   | Београд, Србија    | 2.000     | Нови Пазар        | 3:1        | С. Шћеповић (21.) Л. Марковић (54.) М. Шћеповић (56.)                                                          | Суперлига                      |
| 31. октобар 2012.   | Београд, Србија    | 1.000     | Борац Чачак       | 1:2        | Ашковски (31.)                                                                                                 | Куп Србије                     |
| 3. новембар 2012.   | Ниш, Србија        | 10.000    | Раднички Ниш      | 4:0        | Коларевић (10.) (а.г.) С. Шћеповић (59.) Јојић (72.) Нинковић (83.)                                            | Суперлига                      |
| 8. новембар 2012.   | Београд, Србија    | 17.186    | Интер             | 1:3        | Томић (90+1.)                                                                                                  | Лига Европе                    |
| 11. новембар 2012.  | Београд, Србија    | -         | Раднички 1923     | 2:0        | Иванов (24.) Л. Марковић (49.)                                                                                 | Суперлига                      |
| 17. новембар 2012.  | Београд, Србија    | 44.155    | Црвена звезда     | 2:3        | Митровић (9.) Јовановић (16.) (а.г.)                                                                           | Суперлига                      |
| 22. новембар 2012.  | Баку, Азербејџан   | 8.992     | Нефчи Баку        | 1:1        | Митровић (67.)                                                                                                 | Лига Европе                    |
| 25. новембар 2012.  | Београд, Србија    | 2.000     | Смедерево         | 4:0        | Томић (28, 48.) Митровић (30.) Смиљанић (87.)                                                                  | Суперлига                      |
| 1. децембар 2012.   | Суботица, Србија   | 2.000     | Спартак Суботица  | 2:2        | Л. Марковић (12.) М. Шћеповић (57.)                                                                            | Суперлига                      |
| 6. децембар 2012.   | Београд, Србија    | 5.233     | Рубин Казањ       | 1:1        | С. Марковић (53.)                                                                                              | Лига Европе                    |
| 2. март 2013.       | Београд, Србија    | 8.576     | Доњи Срем         | 2:0        | Лука (39.) М. Шћеповић (50.)                                                                                   | Суперлига                      |
| 6. март 2013.       | Београд, Србија    | 3.000     | БСК Борча         | 4:0        | Којић (8, 63.) Митровић (35.) Брашанац (76.)                                                                   | Суперлига                      |
| 9. март 2013.       | Јагодина, Србија   | 8.000     | Јагодина          | 1:0        | Којић (45.) | Суперлига                      |
| 17. март 2013.      | Београд, Србија    | 6.754     | ОФК Београд       | 2:0        | Митровић (49.) Лука (60.)                                                                                      | Суперлига                      |
| 31. март 2013.      | Кула, Србија       | 3.000     | Хајдук Кула       | 1:1        | Митровић (24.)                                                                                                 | Суперлига                      |
| 4. април 2013.      | Ужице, Србија      | 8.000     | Слобода Ужице     | 0:0        | | Суперлига                      |
| 7. април 2013.      | Београд, Србија    | 14.217    | Војводина         | 1:2        | Јојић (82.) | Суперлига                      |
| 13. април 2013.     | Ивањица, Србија    | 3.000     | Јавор Ивањица     | 1:0        | Илић (2. пен.)                                                                                                 | Суперлига                      |
| 20. април 2013.     | Београд, Србија    | 10.000    | Рад               | 2:0        | Илић (8.) Којић (41.)                                                                                          | Суперлига                      |
| 28. април 2013.     | Нови Пазар, Србија | 4.000     | Нови Пазар        | 0:0        | | Суперлига                      |
| 2. мај 2013.        | Београд, Србија    | 6.751     | Раднички Ниш      | 3:1        | Волков (16.) Митровић (77, 90+1.)                                                                              | Суперлига                      |
| 11. мај 2013.       | Крагујевац, Србија | 5.000     | Раднички 1923     | 1:0        | Илић (68.) | Суперлига                      |
| 18. мај 2013.       | Београд, Србија    | 30.000    | Црвена звезда     | 1:0        | Јојић (90.) | Суперлига                      |
| 22. мај 2013.       | Смедерево, Србија  | 4.000     | Смедерево         | 2:0        | М. Шћеповић (17.) Којић (67.)                                                                                  | Суперлига                      |
| 26. мај 2013.       | Београд, Србија    | 20.000    | Спартак Суботица  | 5:0        | Л. Марковић (28.) М. Шћеповић (36.) Нинковић (80.) Којић (83.) Лука (90.)                                      | Суперлига                      |